# یورگ زیبرت
یورگ زیبرت (انگلیسی: Jörg Siebert؛ زادهٔ ۲ آوریل ۱۹۴۴) قایقران روئینگ اهل آلمان بود.
وی در مسابقات کشوری و بین‌المللی در مجموع برندهٔ ۲ مدال طلا شده‌است.